# Glyphocarpa
Glyphocarpa es un género de musgos hepáticas de la familia Bartramiaceae. Comprende 4 especies descritas y   aceptadas.

## Taxonomía
El género fue descrito por Robert Brown  y publicado en Transactions of the Linnean Society of London 12: 575. 1819.  La especie tipo es: Glyphocarpa capensis R. Br.

## Especies aceptadas
A continuación se brinda un listado de las especies del género Glyphocarpa aceptadas hasta diciembre de 2014, ordenadas alfabéticamente. Para cada una se indica el nombre binomial seguido del autor, abreviado según las convenciones y usos.	
- Glyphocarpa laevisphaera Taylor
- Glyphocarpa quadrata (Hook.) Schwägr.
- Glyphocarpa roylei Hook. f.
- Glyphocarpa strumosa Hampe